# Exo Nymfi
Exo Nymfi  este un oraș în Grecia în Prefectura Laconia.